# Skroblaki (wieś w Polsce)
Skroblaki (białorus. Скроблякі) – wieś w Polsce położona w województwie podlaskim, w powiecie białostockim, w gminie Gródek.

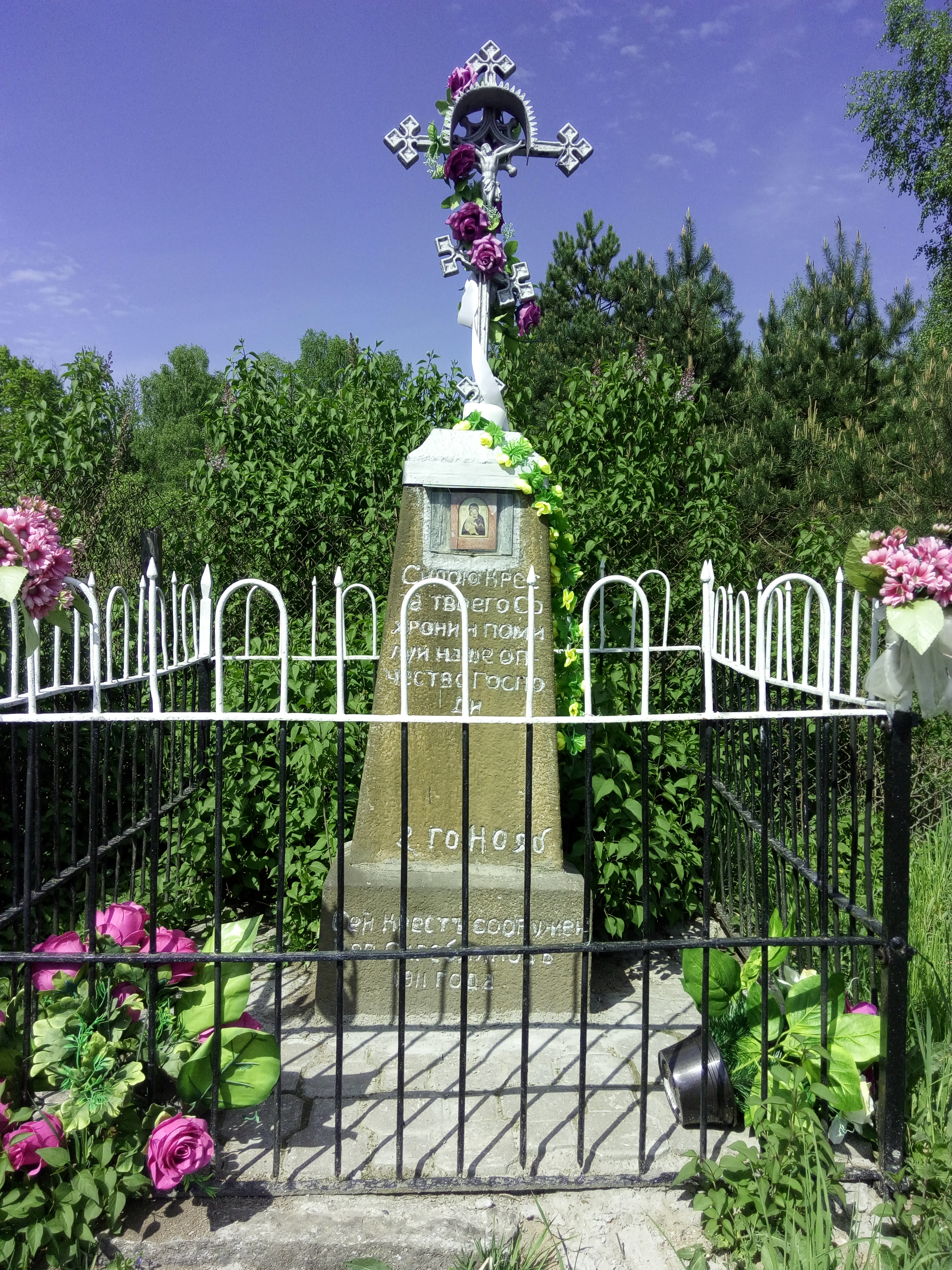
Krzyż prawosławny z datą 1911

Wieś pochodzenia litewskiego, jaćwieskiego. Do dziś śladem po Litwinach lub Jaćwingach są nazwy wsi Gobiaty, Narejki, Skroblaki, Szaciły, Bilwiny, Puciłki, Sterpejki, Miszkieniki, Tołcze, Tołoczki, Sopoćkowce, Szołcinie, Wyzgi, Zwierzany (Zwirzdzie), Butrymowce. Jaginty, Siruciowce, Świerzbutowo (Budy Ś. wzmiankowane w 1583 r.). Spisy z 1578 r. ujawniają postępujący proces  wynaradawiania Litwinów, widoczny już dużo wcześniej.
Według Powszechnego Spisu Ludności z 1921 roku wieś liczyła 10 domów i 67 mieszkańców (37 kobiet i 30 mężczyzn), wszyscy mieszkańcy wsi zadeklarowali wówczas narodowość białoruską oraz wyznanie prawosławne. W okresie dwudziestolecia międzywojennego miejscowość znajdowała się w gminie Hołynka w powiecie grodzieńskim.
W latach 1975–1998 miejscowość administracyjnie należała do województwa białostockiego. 
Mieszkańcy wyznania prawosławnego należą do parafii św. Apostoła Jana Teologa w Mostowlanach, a rzymskokatolickiego do parafii Najświętszego Serca Pana Jezusa w Gródku.